# Bothaella
Bothaella is een muggengeslacht uit de familie van de steekmuggen (Culicidae).

## Soorten
- B. alongi (Galliard & Ngu, 1947)
- B. brownscutuma (Dong, Zhou & Dong, 1999)
- B. eldridgei (Reinert, 1973)
- B. helenae (Reinert, 1973)
- B. kleini (Reinert, 1973)
- B. manhi Harbach & Cook, 2010